# Теорема Гирсанова
Теорема Гирсанова  (иногда Теорема CMG по фамилиям авторов — Cameron, Martin, Girsanov) — применяемая в стохастической финансовой математике теорема, позволяющая определить изменение стохастического дифференциального уравнения, описывающего некоторый процесс, при изменении вероятностной меры, в которой этот процесс представляется. Теорема также определяет конкретный вид так называемого процесса плотности, связанного с производной Радона — Никодима — производной одной меры по другой. При замене вероятностной меры изменяется трендовая составляющая процессов, а «стохастическая» часть («волатильность») остается неизменной.
Результаты такого рода были впервые доказаны Кэмероном и Мартином в 1940-х годах и И. В. Гирсановым в 1960 году. Впоследствии они были распространены на более общие классы процессов, кульминацией которых стала общая форма Э. Ланглара, полученная в 1977 году.

## Базовая формулировка теоремы

### Одномерный случай
Пусть {\displaystyle W_{t}} — винеровский процесс в данной мере {\displaystyle \mathbb {P} }. Тогда процесс (в дифференциальной форме)
{\displaystyle dW_{t}^{*}=dW_{t}+\lambda _{t}dt}
является винеровским процессом в мере {\displaystyle \mathbb {P^{*}} }, эквивалентной исходной и связанной с исходной мерой посредством процесса плотности {\displaystyle z_{t}={\mathbb {E} }_{t}^{\mathbb {P} }\left({d\mathbb {P^{*}}  \over d\mathbb {P} }\right)} следующего вида (в дифференциальной форме):
{\displaystyle dz_{t}=-z_{t}{\lambda }_{t}dW_{t}}
или в интегральной форме (так называемая стохастическая экспонента или экспонента Долеан-Дейд):
{\displaystyle z_{t}=e^{-1/2{\int }_{0}^{t}{\lambda }_{s}^{2}ds-\int _{0}^{t}{\lambda }_{s}dW_{s}}={\mathcal {E}}(-\int _{0}^{t}{\lambda }_{s}dW_{s})}
Важным условием справедливости теоремы является так называемое условие Новикова:
{\displaystyle \mathbb {E} \left(e^{1/2{\int }_{0}^{t}{\lambda }_{s}^{2}ds}\right)<\infty }

### Многомерный случай
Пусть {\displaystyle {\boldsymbol {W}}_{t}} — вектор независимых винеровских процессов в данной мере {\displaystyle \mathbb {P} }. Тогда процесс (в дифференциальной форме)
{\displaystyle d{\boldsymbol {W}}_{t}^{*}=d{\boldsymbol {W}}_{t}+{\boldsymbol {\lambda }}_{t}dt}
является винеровским процессом в мере {\displaystyle \mathbb {P^{*}} }, эквивалентной исходной и связанной с исходной мерой посредством процесса плотности {\displaystyle z_{t}={\mathbb {E} }_{t}^{\mathbb {P} }\left({d\mathbb {P^{*}}  \over d\mathbb {P} }\right)} следующего вида (в дифференциальной форме):
{\displaystyle dz_{t}=-z_{t}{\boldsymbol {\lambda }}_{t}^{T}d{\boldsymbol {W}}_{t}}
или в интегральной форме (так называемая стохастическая экспонента):
{\displaystyle z_{t}=e^{-1/2{\int }_{0}^{t}{\boldsymbol {\lambda }}_{s}^{T}{\boldsymbol {\lambda }}_{s}ds-\int _{0}^{t}{\boldsymbol {\lambda }}_{s}^{T}d{\boldsymbol {W}}_{s}}={\mathcal {E}}(-\int _{0}^{t}{\boldsymbol {\lambda }}_{s}^{T}d{\boldsymbol {W}}_{s})}
Важным условием справедливости теоремы является так называемое условие Новикова:
{\displaystyle \mathbb {E} \left(e^{1/2{\int }_{0}^{t}{\boldsymbol {\lambda }}_{s}^{T}{\boldsymbol {\lambda }}_{s}ds}\right)<\infty }

## Следствие для стохастических процессов общего вида
Пусть в данной мере задан стохастический процесс {\displaystyle X_{t}} следующего вида (в дифференциальной форме):
{\displaystyle dX_{t}=\mu (X_{t})dt+\sigma (X_{t})dW_{t}}
где {\displaystyle \mu } — некоторая функция, определяющая трендовую (дрифт) составляющую процесса. Тогда при замене вероятностной меры данный процесс можно записать с помощью другой функции для трендовой составляющей {\displaystyle \mu ^{*}(x)} следующим образом:
{\displaystyle dX_{t}=\mu ^{*}(X_{t})dt+\sigma (X_{t})dW_{t}^{*}}
где процесс {\displaystyle W_{t}^{*}}, является винеровским процессом в новой мере и определяется как указано в исходной формулировке теоремы Гирсанова: {\displaystyle dW_{t}^{*}=dW_{t}+\lambda _{t}dt}, где
{\displaystyle \lambda _{t}={\mu ^{*}(X_{t})-\mu (X_{t}) \over \sigma (X_{t})}}
Процесс плотности для соответствующих мер определяется аналогично исходной формулировке теоремы с учетом данного обозначения.
Если исходно начинать с некоторого процесса {\displaystyle \lambda _{t}}, то по существу преобразование исходного стохастического дифференциального представления процесса {\displaystyle X_{t}} имеет вид:
{\displaystyle dX_{t}=\mu (X_{t})dt+\sigma (X_{t})dW_{t}=(\mu (X_{t})-\sigma (X_{t})\lambda _{t})dt+\sigma (X_{t})(dW_{t}+\lambda _{t}dt)}
Для того, чтобы данная запись была стандартной дифференциальной записью стохастического процесса необходимо чтобы процесс {\displaystyle W_{t}^{*}}, определенный в дифференциальной форме как {\displaystyle dW_{t}^{*}=dW_{t}+\lambda _{t}dt} был винеровским процессом. Теорема Гирсанова утверждает, что такой процесс является винеровским в другой вероятностной мере (эквивалентной исходной), заданной процессом плотности вышеуказанного вида.